# Luis Segadas
Luis Antonio Segadas (Rio de Janeiro, 1965) é um desenhista, caricaturista e artista plástico brasileiro.

## Biografia e carreira
Segadas nasceu no Rio de Janeiro em 1965. Mudou-se para Cuiabá em 2012.
Ele atua em diversas áreas das artes, entre elas artes gráficas, plásticas, design, cenografia, impressões, digitais e videoarte. Já participou de exposições no Museu de Arte e Cultura Popular da Universidade Federal de Mato Grosso, no Salão de Arte de Mato Grosso, no Museu Histórico de Mato Grosso, entre outros.
Mestre em Estudos de Cultura Contemporânea pela Universidade Federal de Mato Grosso (UFMT).